# Грем Брукгаус
Грем Брукгаус  (англ. Graham Brookhouse, 19 червня 1962) — британський сучасний п'ятиборець, олімпійський медаліст.

## Виступи на Олімпіадах
| Олімпіада      | Дисципліна | Місце |
| -------------- | ---------- | ----- |
| Сеул 1988      | особисті   | 21    |
| Сеул 1988      | командні   | 3     |
| Барселона 1992 | особисті   | 8     |
| Барселона 1992 | командні   | 6     |